# Christian Engkilde
Christian Engkilde (født 1972) er en dansk forfatter. Han er uddannet akademiingeniør fra DIA-B (DTU) i 1997.